# Jackie Lomax
John Richard 'Jackie' Lomax (Wallasey, 10 mei 1944 - Wirral, 15 september 2013) was een Britse rockgitarist, zanger en songwriter. Lomax was lid van de bands Dee & the Dynamites, The Undertakers, The Lomax Alliance, Heavy Jelly en Badger. Hij werkte met The Tea Bags, George Harrison, Eric Clapton, Gene Clark, John Stewart, P.F. Sloan, Lucinda Williams, Jeff Beck, Leon Russell en Nicky Hopkins.

## Carrière

### 1962 tot 1970
In januari 1962 verliet Lomax Dee & the Dynamites om zich aan te sluiten bij de merseybeatband The Undertakers. Ze volgden The Beatles bij diens tournee door de plaatselijke evenementenplaatsen, voordat ze in Hamburg optraden en een platencontract konden tekenen. Ze tekenden bij Pye Records en publiceerden daar in totaal vier singles, maar slechts een lukte de sprong in de Britse top 40. In 1965 besloten ze hun geluk te beproeven in de Verenigde Staten.
Lomax bracht twee jaar door in de Verenigde Staten met The Undertakers en enkele andere bands. In 1967 nam Brian Epstein zijn nieuwste band The Lomax Alliance mee terug naar het Verenigd Koninkrijk om deze te presenteren in het Saville Theatre in Londen. Epstein regelde de opname van een single en een album en verwierf voor zijn overlijden een platencontract bij CBS Records. Tijdens deze periode werden door CBS Records twee singles van The Lomax Alliance en een solosingle van Jackie Lomax gepubliceerd. Er werden verdere opnamen gemaakt, maar die werden nooit gepubliceerd.
Na Epsteins dood aanvaardde het nieuwe Beatles-label Apple Records de verantwoording voor Lomax platencarrière en George Harrison hield zich bezig met de productie. Ofschoon drie van de vier Beatles, Eric Clapton en Nicky Hopkins meespeelden op het album Is This What You Want?, was Lomax' debuutsingle, de Harrison-compositie Sour Milk Sea bij Apple Records, commercieel geen succes. Lomax en Harrison maakten de rest van de opnamen van het album in Los Angeles, samen met Hal Blaine en andere leden van The Wrecking Crew, maar zoals bij de gelijktijdig enige, door Lomax' geproduceerde single New Day, bleef het succes uit, nadat het album aan het begin van 1969 werd gepubliceerd. Net als bij zijn laatste Apple-single volgde een coverversie van How The Web Was Woven feat. Leon Russell. Toen The Beatles in 1970 werden ontbonden, kwamen alle artiesten van Apple Records in onzeker vaarwater en konden niet plannen voor de toekomst.

### 1970 tot 1977
Na het verlaten van Apple Records formeerde Lomax de band Heavy Jelly, samen met bassist Alex Dmochowski, gitarist John Moorshead en drummer Carlo Wenig. Ze publiceerden de single Chewn In / Time Out (1969) bij Heard Records. Tijdens deze periode werd een Heavy Jelly-album opgenomen, dat volledig bestond uit Lomax-songs, maar slechts werd uitgegeven voor reclamedoeleinden en nooit werd gepubliceerd.
In 1971 keerde Lomax terug naar de Verenigde Staten om daar te leven en te werken in Woodstock. Hij tekende bij Warner Bros. Records en herenigde zich met de leden van The Lomax Alliance en The Undertakers om de albums Start In My Head en Three op te nemen, die eveneens commercieel zonder succes bleven.
Teleurgesteld door zijn tegenslagen, keerde Lomax tegen het eind van 1973 terug naar het Verenigd Koninkrijk. Hij vervoegde zich bij de progressieve rockband Badger, oorspronkelijk opgericht door toetsenist Tony Kaye en zorgde voor een stijlverandering richting r&b en soul. De band werd een springplank voor Lomax' songs en zijn zang, maar dit was slechts van korte duur. Het was net genoeg voor het album White Lady, dat werd geproduceerd door Allen Toussaint bij Epic Records.
Lomax vertrok weer naar de Verenigde Staten om zich te richten op zijn solocarrière en kon bij Capitol Records in 1975 een contract tekenen. Hij publiceerde de twee albums Livin' for Lovin' en Did You Ever Have That Feeling?, voordat hij het label in 1977 weer verliet. De laatste opname werd alleen in het Verenigd Koninkrijk gepubliceerd.

### 1978 tot 2000
De jaren 1980 waren een rustige periode in Lomax' carrière. Tijdens het midden van de jaren 1980 speelde hij gitaar en zong achtergrondzang op demo's voor meerdere artiesten, die door zijn vriend Patrick Landreville werden geproduceerd. Hij speelde kort met de in Los Angeles gevestigde band The Tea Bag, samen met Ian Wallace, Kim Gardner, Mick Taylor, Brian Auger, Terry Reed, Peter Banks, Graham Bell en David Mansfield. Tijdens de jaren 1990 bracht hij de tijd meestal door met andere Britse artiesten aan de Amerikaanse westkust en hij toerde als bassist voor The Drifters, The Diamonds en The Coasters. In Californië, in het bijzonder in Ventura County, speelde Lomax live met een reeks artiesten, waaronder Tom Petty, de drummer Randall Marsh, Jim Calire, Patrick Landreville en Mitch Kashmar.
In 1990 nam Lomax de Tim Buckley-song Devil Eyes op voor het album True Voices. Andere op het album voorkomende muzikanten waren Gene Clark, John Stewart, P.F. Sloan en Lucinda Williams.

### 2001 tot 2013
In 2001 sloot Lomax de werkzaamheden aan zijn eerste soloalbum sinds 1977, The Ballad of Liverpool Slim, af. In 2002 speelde hij verder aan de westkust van de Verenigde Staten. In 2003 keerde hij terug in de Liverpoolse Cavern Club, waar hij 40 jaar geleden zijn carrière was begonnen. In 2004 was Lomax te gast bij het BeatlesandBeyond-radioprogramma van Peter Dicks in Walsall. Dicks organiseerde later de Britse publicatie van Lomax' album The Ballad of Liverpool Slim… and Others. Lomax keerde terug bij meerdere evenementen om in een Liverpoolse pub in de James Street te spelen.
Percy Sledge nam Lomax' compositie Fall Inside Your Eyes op voor zijn album Shining Through the Rain (2004). Op 13 april 2012 speelde Lomax ter gelegenheid van de 50e verjaardag van de Hamburgse Star-Club in de Kaiserkeller, samen met de Star Club All-Star-Band en Brian Griffiths van The Big Three, Bobby Thompson van The Dominoes, Joe Fagin van The Strangers en met The Undertakers.

## Overlijden
Op 15 september 2013 overleed Jackie Lomax op 69-jarige leeftijd op het Britse eiland Wirral, waarop hij zich aangaande het huwelijk van een van zijn kinderen bevond.

## Discografie
- 1963-1965: The Undertakers Unearthed
- 1966-1967: The Lomax Alliance and CBS Recordings
- 1969: Is This What You Want?
- 1970: Heavy Jelly
- 1971: Home Is in My Head
- 1972: Three
- 1974: White Lady / Badger
- 1976: Livin' for Lovin'
- 1977: Did You Ever Have That Feeling?
- 1991: True Voices (Various Artists)
- 2001 & 2004: The Ballad of Liverpool Slim
- ####: The Ballad of Liverpool Slim… and Others (Angel Air Records)

- Bibliothèque nationale de France: cb13944939f (data)
- Gemeinsame Normdatei: 134766997
- International Standard Name Identifier: 0000 0000 5517 4535
- Library of Congress Control Number: n92086720
- MusicBrainz: bff73e1f-6eac-41fa-b4d6-1287bec82d1f
- Virtual International Authority File: 3149366337085602548